# Amore postatomico
Amore postatomico è un film del 2022 diretto da Vincenzo Caiazzo.

## Trama
Dopo essere diventata vittima di revenge porn, la giovane fumettista napoletana Titti si ritrova travolta dalla gogna mediatica. Per fuggire dalla realtà, Titti racconta nel suo fumetto un mondo post-apocalittico, dove la natura sta morendo, e la protagonista Mileva (il suo alter ego), prova a salvare l'ultima ape regina rimasta in vita.

## Produzione
Il film è prodotto da Carmine D'Onofrio e Vincenzo Caiazzo per EWC2001 srl, in collaborazione con Rai Cinema.

## Promozione
Il primo trailer è stato diffuso il 16 luglio 2022.

## Distribuzione
Il film è stato presentato in anteprima al Giffoni Film Festival il 20 luglio 2022. La pellicola è uscita nelle sale cinematografiche il 24 luglio 2023 e successivamente è stata distribuita da Nexo Digital sulla piattaforma Prime Video.

## Riconoscimenti
- 2022 – Catania Film Festival[9]
  - Migliori costumi a Valentina Cerasuolo
- Festival Internazionale del Cinema di Salerno[10]
  - Targa speciale
- 2022 – Ostia International Film Festival[11]
  - Miglior film